# 土岐賴次
土岐賴次（1545年－1614年12月10日）是日本戰國時代至江戶時代初期的武將。父親是土岐賴藝。母親是六角定賴的女兒。通稱二郎、左馬助、見松。
正妻是湯島武房的女兒。兒子有賴勝、賴高、賴泰，另有一女。

## 經歷
在天文14年（1545年）出生，家中次男。因為兄長賴榮被父親賴藝廢嫡，於是被選為土岐氏的後繼者。與父親一同被齋藤道三從美濃流放，後來投靠大和國的松永久秀。此後仕於豐臣秀吉並擔任馬廻，在天正15年（1587年）被賜予河內國古市郡內5百石。之後仕於德川家康，在關原之戰中屬於東軍，於是維持領地並成為旗本。在慶長19年（1614年）11月10日於伏見死去。享年70歲。
長男賴勝的子孫成為高家旗本，三男賴泰的子孫成為旗本並仕於幕府。